# Här & nu
Här & nu är Attentats andra studioalbum och är bandets första album på Transmission (tidigare Nacksving). Det utgavs 1983.

## Låtlista
A-sidan
1. Lasse liten 2.59
2. Nya liv 3.18
3. Fågel 2.37
4. 24 tim 2.45
5. Hem igen 3.12
6. Tankar om oss 3.53

B-sidan
1. Fredshetsare 2.49
2. Bara början 2.50
3. Drunknar 2.22
4. Akvariet 4.30
5. Vid en gräns 2.52
6. Popsång 1.44
7. Sista budet 2.48

Text och musik: Attentat

## Medverkande
- Attentat: Mats Jönsson, Magnus Rydman, Cristan Odin och Peter Björklund
- Salomon Helperin - trumpet
- Olle Nicklasson - saxofon
- Carin Hjulström, Kai Martin - kör

### Fotnoter
1. ↑  ”Här & nu”. Svensk mediedatabas. 2 mars 1983. https://smdb.kb.se/catalog/id/001888635. Läst 28 januari 2017.
2. ↑  ””Sprittande punk och små elakheter.” Artikel på attentat.nu”. Arkiverad från originalet den 10 november 2018. https://web.archive.org/web/20181110080255/http://www.attentat.nu/archive_news/#276. Läst 18 september 2017.